# Dalbergia ecastaphyllum
Dalbergia ecastaphyllum là một loài thực vật có hoa trong họ Đậu. Loài này được (L.) Taub. miêu tả khoa học đầu tiên.

## Hình ảnh

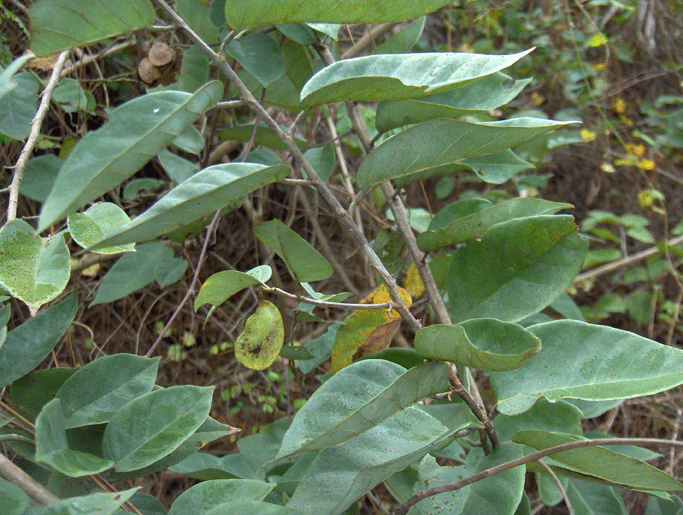
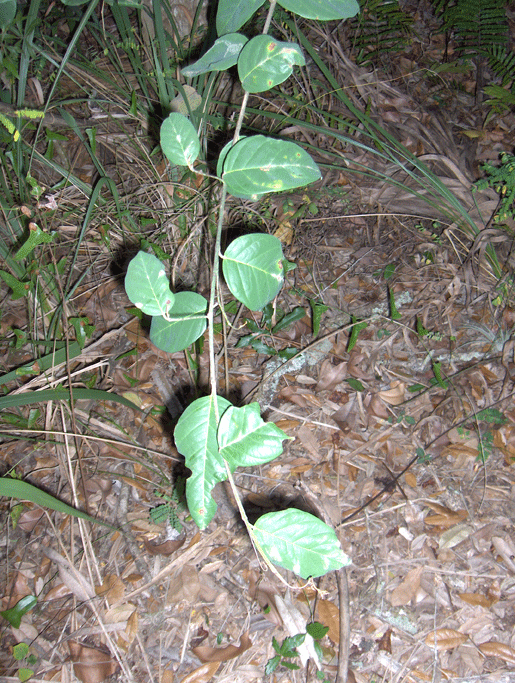
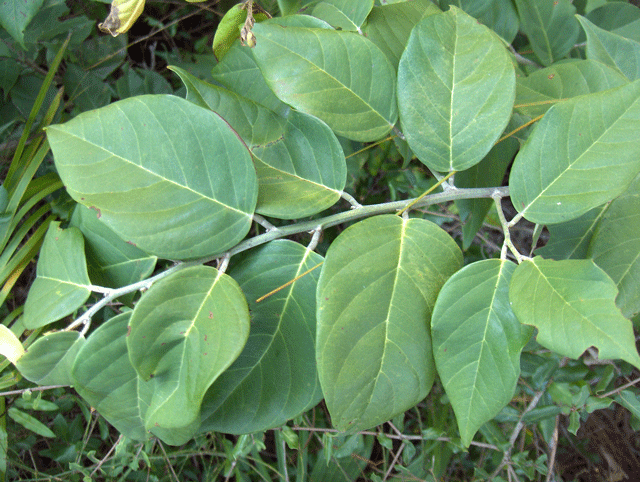